# Жандо Фюш
Жандо Фюш (фр. Jeando Fuchs; 11 жовтня 1997 року, Яунде, Камерун) — камерунський і французький футболіст, захисник шотландського клубу «Данді Юнайтед».

## Клубна кар'єра
Фюш народився в Камеруні, однак ще в дитинстві разом з батьками переїхав до Франції. Змінив кілька академій, перш ніж влаштувався в «Сошо». 17 серпня 2014 року дебютував у другій команді клубу в матчі проти «Флері». Відразу ж став гравцем основи.
22 травня 2015 року в останньому турі Ліги 2 дебютував у головній команді, вийшовши на матч проти «Орлеана» в стартовому складі.
У сезоні 2015/16 став гравцем основи «Сошо», взявши участь в 24 матчах, у 19 з яких виходив у стартовому складі. У жовтні 2015 року підписав свій перший професійний контракт з командою на три роки.

## Кар'єра в збірній
Грав за юнацьку збірну Франції різного віку. Чемпіон Європи 2016 року серед юнаків до 19 років. На турнірі провів усі п'ять ігор і в усіх п'яти виходив на заміну наприкінці.
2018 року погодився захищати на рівні національних збірних кольори команди Камеруну.

### Статистика виступів за збірну
| Дата       | Місто       | Господарі | Результат | Гості    | Турнір           | Голи | Примітки |
| ---------- | ----------- | --------- | --------- | -------- | ---------------- | ---- | -------- |
| 20-11-2018 | Мілтон-Кінз | Камерун   | 0 – 1     | Бразилія | товариський матч | -    |          |
| Усього     |             | Матчів    | 1         |          | Голів            | 0    |          |

## Досягнення
Міжнародні
- Переможець чемпіонату Європи (до 19 років): 2016